# 숭실고등학교
숭실고등학교(崇實高等學校)는 대한민국 서울특별시 은평구 신사동에 있는 사립 고등학교이다.

## 학교 연혁
- 1897년 10월 10일 : 미국 북장로교 선교사 베어드(W. M. Baird 배위량) 박사가 평양 신양리 26번지 사택 사랑방에서 13명의 학생으로 개교
- 1901년 9월 : 평양 신양리 39번지에 2층 한옥교사와 기숙사를 신축하여 이전하고 교명을 숭실학당(崇實學堂)으로 정함
- 1904년 5월 15일 : 제1회 졸업생 차이석(상해 임시정부 요인), 최광옥(애국지사·국어학자), 노경오(교육자) 3명을 배출
- 1915년 3월 1일 : 고등보통학교 인가를 거부하고 숭실학교로 존속
- 1928년 5월 23일 : 지정학교로 학력을 인정 받음
- 1930년 10월 10일 : 6천명 수용 대강당을 신축
- 1938년 3월 19일 : 신사참배 거부로 강제 폐교
- 1948년 9월 15일 : 공산 치하에서 남하, 서울시 성동구 신당동 340-24(동양척식회사 건물)에서 재건
- 1954년 4월 1일 : 서울시 용산구 용산동2가 일대 약 2천 평 대지에 가교사를 지어 이전
- 1956년 10월 10일 : 본관(석조 2층, 530평)을 준공
- 1973년 3월 17일 : 축구부 창단식 거행
- 1975년 2월 10일 : 서울시 은평구 신사동으로 고등학교 교사(지하 1층, 지상 5층, 총 1,944평)를 신축하고 이전
- 1978년 2월 28일 : 고등학교 2부와 중학교, 신사동으로 이전 완료
- 1997년 9월 19일 : 「숭실 100주년 기념관」(건평 1,730평, 2,700석) 봉헌
- 2002년 12월 20일 : 종합교육관 준공
- 2005년 2월 17일 : 숭실사이버스쿨 개강
- 2009년 3월 12일 : 인조잔디 운동장 완공
- 2018년 3월 2일 : 제12대 고등학교 교장에 윤재희 선생 취임
- 2019년 7월 10일 : 제13대 이사장에 김순환 선생 취임
- 2019년 12월 11일 : 급식실 및 체육관동 준공

## 참고 문헌
- 숭실고등학교 - 한국교육학술정보원 학교알리미

## 같이 보기
- 숭실고등학교 축구단
- 숭실중학 야구단
- 숭실중학 축구단